# Soultz-Haut-Rhin
Soultz-Haut-Rhin è un comune francese di 7 427 abitanti situato nel dipartimento dell'Alto Reno nella regione del Grand Est.

## Società

### Evoluzione demografica
Abitanti censiti